# Ronan van Zandbeek

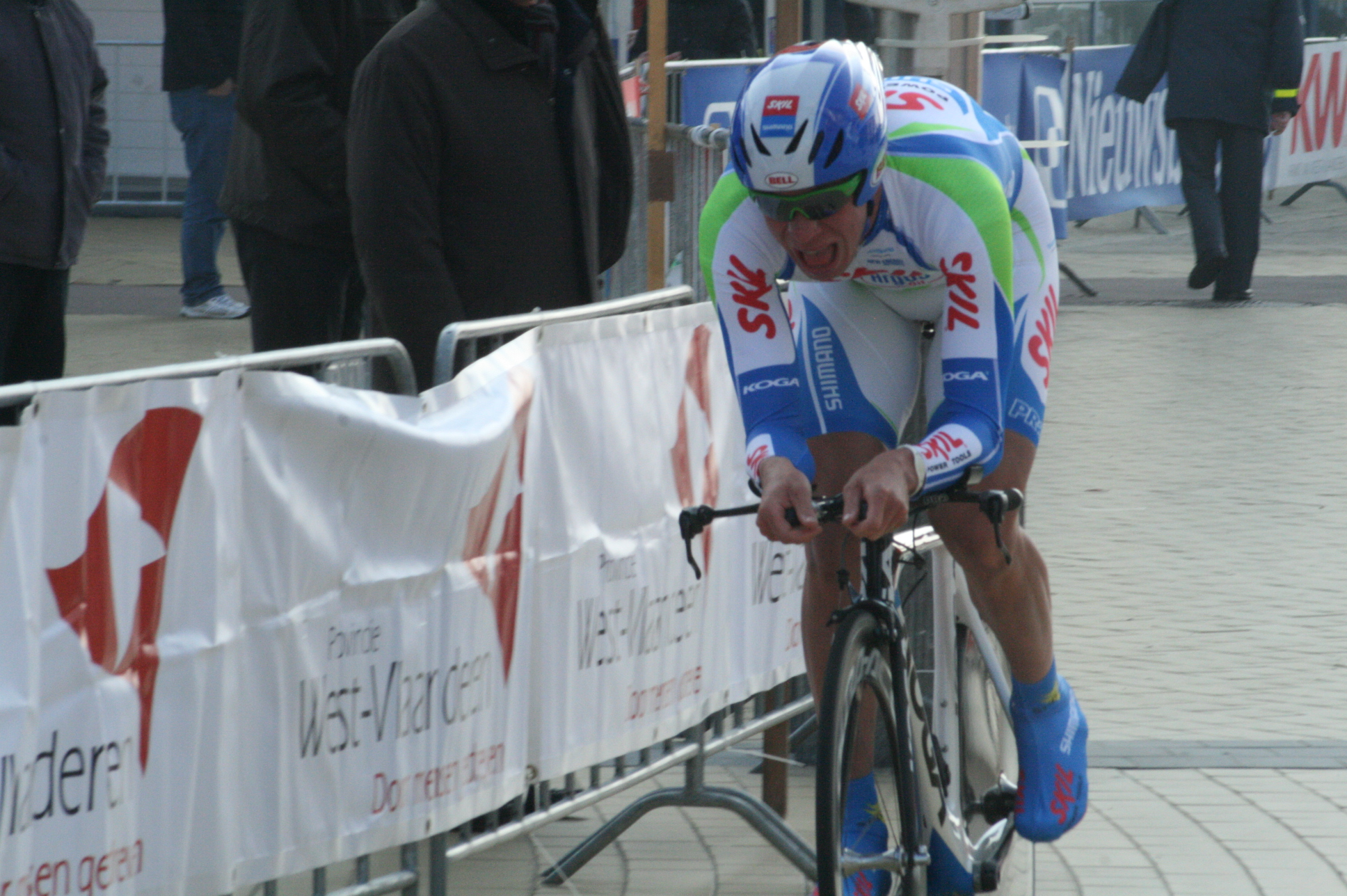
Ronan van Zandbeek bei den Driedaagse van West-Vlaanderen 2011

Ronan van Zandbeek (* 27. September 1988) ist ein niederländischer Radrennfahrer.
Ronan van Zandbeek gewann 2006 eine Etappe bei dem Juniorenrennen Driedaagse van Axel und wurde Dritter der Gesamtwertung. Bei der Tour de Lorraine konnte er die fünfte Etappe für sich entscheiden. Bei der Junioren-Europameisterschaft 2006 in Valkenburg gewann Ronan van Zandbeek die Bronzemedaille im Straßenrennen. 
2007 erhielt er seinen ersten Vertrag bei einem Continental Team, der niederländischen Mannschaft Van Vliet-EBH Elshof. In seinem zweiten Jahr dort wurde er nationaler Meister im Straßenrennen der U23-Klasse.
Im Jahr 2012 erzielte er seinen bisher größten Erfolg, als er für das Professional Continental Team Argos-Shimano die Kampioenschap van Vlaanderen gewann.

## Erfolge
2008
- Niederländischer Straßenmeister (U23)

2010
- Gesamtwertung Tour de Normandie

2012
- Kampioenschap van Vlaanderen

2013
- Mannschaftszeitfahren Volta a Portugal

## Teams
- 2007 Van Vliet-EBH Advocaten
- 2008 Van Vliet EBH Elshof
- 2009 Van Vliet EBH Elshof
- 2010 Van Vliet EBH Elshof
- 2010 Skil-Shimano (Stagiaire)
- 2011 Skil-Shimano
- 2012 Team Argos-Shimano
- 2013 Cyclingteam de Rijke-Shanks